# Coprobacillus cateniformis
Coprobacillus cateniformis è una specie di batterio appartenente alla famiglia delle Clostridiaceae.